# Nick Boynton

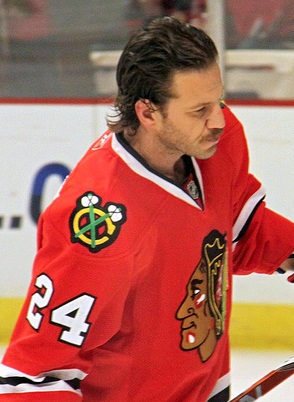
Nick Boynton i Chicago Blackhawks

Nicholas Carl Boynton, född 14 januari 1979, är en kanadensisk professionell ishockeyspelare som för närvarande spelar för Philadelphia Flyers i NHL. Han draftades av Boston Bruins i första rundan som 21:e spelaren totalt 1999.
Boynton vann sin första Stanley Cup seger med Chicago Blackhawks säsongen 2009/10.

## Klubbar
- Boston Bruins 1999-06
- Phoenix Coyotes 2006-08
- Florida Panthers 2008-09
- Anaheim Ducks 2009-10
- Chicago Blackhawks 2010-11
- Philadelphia Flyers 2011